# Introduzione al narcisismo
Introduzione al narcisismo è un saggio in tedesco scritto da Sigmund Freud tra il 1913 e il 1914, anno in cui fu pubblicato sotto il titolo Zur Einführung des Narzißmus in Jahrbuch der Psychoanalyse come articolo d'apertura. 
Il saggio consta di tre capitoli in cui il medico viennese presenta lo stadio narcisistico, derivando il termine dalla leggenda di Narciso, come una fase evolutiva della libido sessuale, a cavallo tra la fase sadico-anale e quella più propriamente oggettuale.
Secondo Freud in questo stadio la libido prende come primo oggetto l'Io stesso del bambino e solo in un momento successivo questo investimento libidico si rivolgerà invece ad un oggetto esterno.
Sempre in questo volume l'autore introduce l'importante concetto di ideale dell'Io, concetto che negli anni seguenti porterà alla definizione freudiana del Super-io.

## Il saggio
All'inizio del primo capitolo Freud definisce compiutamente il narcisismo come il "completamento libidico dell'egoismo della pulsione di autoconservazione dell'uomo", non dunque come una perversione ma come un carattere appartenente in maniera diversa a tutti gli uomini e mai del tutto superato.
Secondo il medico viennese l'interesse per lo stadio narcisistico risiede nella particolare forma di alcune psicosi in cui l'Io del malato sembra essere di fatto il centro della corrente libidica: il paziente perde ogni interesse verso l'esterno rivolgendo a sé stesso la propria corrente libidica oggettuale, dando così forma a sovrainvestimenti dell'Io che sfociano ad esempio nelle manie di grandezza. Questo secondo Freud è quanto avviene nelle parafrenie (schizofrenia e dementia praecox), a dispetto invece delle nevrosi ossessive in cui l'interesse verso l'esterno è confermato dalle fantasie del malato.
Freud inoltre individua questa fase anche nel comportamento del bambino quando assume sé stesso a centro del mondo, nella sua onnipotenza dei pensieri e nelle credenze superstiziose degli uomini primitivi (vedi: Totem e tabù).
Nel secondo capitolo Freud tratta diffusamente delle pulsioni dell'Io, della libido oggettuale e della libido dell'Io, in contrapposizione alle teorie di Jung che tendevano ad unificare queste pulsioni in un'unica energia psichica. Sempre in questo capitolo Freud esemplifica il comportamento narcisistico nei casi della vita amorosa degli uomini, della malattia e perfino dell'ipocondria, quando un organo "eccitato" diviene in qualche modo erogeno e suscettibile di investimento libidico. I pericoli a cui si va incontro durante la fase narcisistica sono secondo Freud l'angoscia dovuta al complesso di evirazione e alcuni casi di omosessualità, in cui l'oggetto amato rappresenta ancora un'immagine di sé stessi.
Nell'ultimo capitolo Freud, tenendo ferma la distinzione tra libido oggettuale e libido dell'Io, si interroga sul destino di quest'ultima, arrivando a supporre che essa vada a sostenere un ideale che l'Io ha di sé. Nell'età adulta dunque una parte della corrente narcisistica si indirizza non più all'Io ma al suo ideale, ideale a cui Freud riconosce la dignità di istanza psichica e coscienza morale. L'esistenza di questo ideale sarebbe inoltre condizione della rimozione di pulsioni e pensieri, nonché della censura onirica e della sensazione del "sentirsi osservati" riportata dai nevrotici.
Nell'ultima parte del libro l'autore segue la genesi dell'ideale dell'io, la dinamica degli investimenti libidici (in particolare nella vita amorosa), e sottolinea l'importanza dell'ideale dell'Io nella comprensione della psicologia delle masse, tema che Freud affronterà compiutamente nel successivo saggio Psicologia delle masse e analisi dell'Io.

## Edizioni italiane
- Al di là del principio del piacere e Introduzione al narcisismo, presentazione di Flavio Manieri, trad. di Aldo Durante, Newton Compton, Roma 1974
- Introduzione al narcisismo, 1914, trad. di Renata Colorni, Boringhieri, Torino 1976 ISBN 9788833902135